# From Elvis in Memphis
| 전문가 평가                   | 전문가 평가 |
| 평가 점수                     | 평가 점수   |
| 출처                          | 점수        |
| ----------------------------- | ----------- |
| AllMusic                      | [ 1 ]       |
| MusicHound                    | [ 2 ]       |
| PopMatters                    | [ 3 ]       |
| The Rolling Stone Album Guide | [ 4 ]       |
| Rough Guides                  | [ 5 ]       |
| Sputnik Music                 | [ 6 ]       |

《From Elvis in Memphis》는 1969년 6월 2일, RCA 레코드에 의해 발매된 미국의 로큰롤 가수 엘비스 프레슬리의 아홉 번째 스튜디오 음반이다. 1969년 1월과 2월, 멤피스의 아메리칸 사운드 스튜디오에서 프로듀서 칩스 모먼의 지휘로 녹음되었고 비공식적으로 멤피스 보이즈로 알려진 하우스 밴드의 지원을 받았다. 프레슬리의 TV 스페셜 《엘비스》와 사운드트랙의 성공에 이어, 이 음반은 메트로 골드윈 메이어와의 영화 계약이 끝난 후 프레슬리가 사운드트랙이 아닌 음반으로 돌아온 것을 기념했다.
프레슬리의 수행원들은 그에게 RCA 스튜디오를 떠나 히트작들의 연속이 절정에 달했던 멤피스 스튜디오인 아메리칸 사운드에서 이 음반을 녹음하라고 설득했다. 그 이유는 하우스 밴드인 멤피스 보이즈의 서던 솔 사운드 때문이었다. 이 세션들에서 녹음된 것들 중 컨트리 노래가 우세했기 때문에 그들은 "컨트리 솔" 스타일의 느낌을 받았다. 이러한 인상은 편곡에서 도브로의 빈번한 사용에 의해 강조되었다.
《From Elvis in Memphis》는 호평을 받으며 1969년 6월에 발매되었다. 빌보드 200에서 13위, 컨트리 차트에서 2위, 영국에서 1위를 차지했고, 싱글 〈In the Ghetto〉는 빌보드 핫 100에서 3위를 차지했다. 1970년에 미국 음반 산업 협회에 의해 골드 인증을 받았다. 나중에, 2003년 《롤링 스톤》의 역사상 가장 위대한 음반 500장 목록에서 190위에 오른 반면, 더 많은 호평을 얻었다.

## 배경
프레슬리가 1960년 군 복무에서 돌아온 후, 그의 매니저인 톰 파커는 그의 경력의 중심을 라이브 음악과 음반에서 영화와 사운드트랙으로 옮겼다. 1961년 3월, 프레슬리는 하와이 진주만의 보흐 아레나에서 USS 애리조나 기념관 건설을 위한 혜택으로 8년 동안 그의 마지막 라이브 콘서트를 열었다. 1960년대 전반부 동안, 프레슬리의 사운드트랙 음반들 중 세 개가 팝 차트에서 1위에 올랐고, 1961년의 〈Can't Help Falling in Love〉와 1962년의 〈Return to Sender〉를 포함하여, 그의 가장 인기 있는 노래들 중 다수는 그의 영화들이었다.
1964년 이후, 파커는 프레슬리가 사운드트랙 음반들만 녹음해야 한다고 결정했다. 그는 영화들과 사운드트랙들을 서로를 홍보하는 것을 돕는 상호보완적인 것으로 보았다. 그러나, 프레슬리의 영화들과 사운드트랙들의 상업적인 성공은 그가 점점 더 작품의 질에 실망한 반면, 꾸준히 감소했다 (《Paradise, Hawaiian Style》, 《Easy Come, Easy Go》, 《Speedway》). 1964년부터 1968년까지, 프레슬리는 1960년에 녹음된 가스펠인 〈Crying in the Chapel〉 (1965년)을 톱 10 히트곡 하나만 가지고 있었다. 프레슬리의 새로운 소재의 LP 한 장만이 그의 첫 번째 그래미 어워드 최우수 공연상을 수상한 가스펠 음반 《How Great Thou Art》 (1967년)를 발행했다.
1968년 파커는 생방송 시청자들 앞에서 프레슬리가 출연하는 크리스마스 텔레비전 특집을 위해 NBC와 거래를 주선했다. 파커는 원래 프레슬리가 크리스마스 캐롤만 부르도록 할 계획이었지만, 프로듀서인 스티브 바인더는 프레슬리에게 그의 원래 레퍼토리의 노래들을 부르도록 설득했다. 이 특집에 의해 높은 시청률과 동명인 LP의 성공은 프레슬리의 인기를 재확립했다. 이 특집을 만드는 동안, 프레슬리는 바인더에게 "나는 절대 믿지 않는 노래를 부르지 않을 것이고, 절대 믿지 않는 영화를 만들지 않을 것이다."라고 말했다. 영화가 아닌 음악에 다시 초점을 맞추기로 한 그의 결정의 일부로, 프레슬리는 새로운 음반을 녹음하기로 결정했다.

## 곡 목록

### 오리지널 발매
| #  | 제목                                                           | 작사·작곡                         | 재생 시간 |
| -- | -------------------------------------------------------------- | --------------------------------- | --------- |
| 1. | 〈Wearin' That Loved-On Look〉                                 | 댈러스 프레이저, A.L. 오웬스      | 2:47      |
| 2. | 〈Only the Strong Survive〉                                    | 제리 버틀러, 케니 갬블, 레온 허프 | 2:46      |
| 3. | 〈I'll Hold You in My Heart (Till I Can Hold You in My Arms)〉 | 에디 아널드, 토머스 딜벡, 할 호튼 | 4:34      |
| 4. | 〈Long Black Limousine〉                                       | 바비 조지, 번 스토볼              | 3:44      |
| 5. | 〈It Keeps Right On a-Hurtin'〉                                | 조니 틸로슨                       | 2:38      |
| 6. | 〈I'm Moving On〉                                              | 행크 스노                         | 2:50      |

| #   | 제목                                   | 작사·작곡                             | 재생 시간 |
| --- | -------------------------------------- | ------------------------------------- | --------- |
| 7.  | 〈Power of My Love〉                   | 버니 바움, 빌 자이언트, 플로렌스 케이 | 2:37      |
| 8.  | 〈Gentle on My Mind〉                  | 존 하트퍼드                           | 3:22      |
| 9.  | 〈After Loving You〉                   | 조니 란츠, 에디 밀러                  | 3:09      |
| 10. | 〈True Love Travels on a Gravel Road〉 | 프레이저, 오웬스                      | 2:38      |
| 11. | 〈Any Day Now〉                        | 버트 배커랙, 밥 힐리어드              | 2:56      |
| 12. | 〈In the Ghetto〉                      | 맥 데이비스                           | 2:47      |

## 인증
| 국가                       | 인증 | 판매량/출하량 |
| -------------------------- | ---- | ------------- |
| 미국 (RIAA)                | 골드 | 500,000^      |
| ^출하량을 기반으로 한 인증 |      |               |